# Oberweier (Ettlingen)
Oberweier is een plaats in de Duitse gemeente Ettlingen, deelstaat Baden-Württemberg, en telt 1376 inwoners (2007).